# Georgia Blue
Georgia Blue è l'ottavo album in studio del cantautore statunitense Jason Isbell, pubblicato nel 2021 a nome Jason Isbell and the 400 Unit. Si tratta di un album di cover.

## Tracce
1. Nightswimming (featuring Béla Fleck & Chris Thile) – 3:59 (Bill Berry, Peter Buck, Mike Mills, Michael Stipe) – R.E.M. cover
2. Honeysuckle Blue (featuring Sadler Vaden) – 5:16 (Kevn Kinney) – Drivin' 'n' Cryin' cover
3. It's a Man's Man's Man's World (featuring Brittney Spencer) – 4:31 (James Brown, Betty Jean Newsome) – James Brown cover
4. Cross Bones Style (featuring Amanda Shires) – 6:23 (Chan Marshall) – Cat Power cover
5. The Truth (featuring Adia Victoria) – 3:32 (Precious Bryant) – Precious Bryant cover
6. I've Been Loving You Too Long – 3:11 (Otis Redding, Jerry Butler) – Otis Redding cover
7. Sometimes Salvation (featuring Steve Gorman) – 5:01 (Chris Robinson, Rich Robinson) – The Black Crowes cover
8. Kid Fears (featuring Julien Baker & Brandi Carlile) – 4:10 (Amy Ray) – Indigo Girls cover
9. Reverse – 4:52 (Andy LeMaster) – Now It's Overhead cover
10. Midnight Train to Georgia (featuring Brittney Spencer & John Paul White) – 4:50 (Jim Weatherly) – Gladys Knight & the Pips cover
11. In Memory of Elizabeth Reed (featuring Peter Levin) – 12:19 (Dickey Betts) – The Allman Brothers Band cover
12. I'm Through – 6:12 (Vic Chesnutt) – Vic Chesnutt cover
13. Driver 8 (featuring John Paul White) – 3:35 (Bill Berry, Peter Buck, Mike Mills, Michael Stipe) – R.E.M. cover